# Karbido
Karbido – polska eksperymentalna grupa muzyczna i interdyscyplinarna. Karbido jest związane z platformą działań artystycznych Hermetyczny Garaż Tomasza Sikory, w ramach której realizuje swoje prace muzyczne. Zespół charakteryzuje się otwartą strukturą personalną, zmienną w zależności od charakteru danej realizacji – również w obrębie instrumentarium. Karbido działa we Wrocławiu.

## Historia i działalność
Najbardziej znanym projektem Karbido jest spektakl audio pt. Stolik – koncert grany na drewnianym, elektroakustycznym stole własnego autorstwa. Uniwersalizm, zaskakującą nośność pomysłu i żywiołowe wykonanie doceniono podczas 37 Przeglądu Piosenki Aktorskiej OFF we Wrocławiu, nagradzając Karbido Grand Prix OFF (Tukan OFF). Od tego czasu (2006−2010) „Stolik” miał ok. 200 wykonań, w tym podczas najważniejszych festiwali muzyczno-teatralnych, m.in. „Malta”, „Boska Komedia”, „Kontakt”, „Konttrapunkt”, „Teatromania”, „Warszawski Festiwal Teatralny”, „Przystanek Woodstock”, „Prixvisionica” – w Polsce oraz „Hong-Kong Arts Festival”, „Fadjr Teheran”, „Edinburgh Fringe”, „Dublin Fringe”, „Israel Festival”, „Stimul Praha”, „VEO Valencia”, „Canterbury Arts Festival”, „Polenmarkt”, „PAZ Oldenburg”, „Milton Keynes International Festival”, „Strasbourg Musica Festival”, „GogolFest Kijev” oraz podczas licznych występów gościnnych w Europie.
W 2010 nakładem wydawnictwa Hermetyczny Garaż ukazał się film DVD pt. „Karbido’s The Table”, w reż. Bartosza Blaschke, który miał swoją polską premierę podczas festiwalu „Dwa Brzegi” oraz „Midem Cannes” (premiera światowa).
Kolejną pracą grupy (2007) była Katastrofa LZ 129 Hindenburg – słuchowisko radiowe na żywo (z udziałem publiczności) zrealizowane w stylu produkcji Orsona Wellesa. Wystawione podczas 38 PPA słuchowisko, podobnie jak „Stolik” rok wcześniej zdobyło Grand Prix OFF. W roku następnym Karbido – tym razem w nurcie głównym PPA – pokazali „Paper T.E.S.L.A. Show” – sceniczną hybrydę gatunków i form, swoisty miks koncertu rockowego, projekcji filmowej, opery i monodramu (scenariusz i reż.: Tomasz Sikora). Zespół, zajęty intensywnymi koncertami „Stolika” i nowymi projektami odstąpił od eksploatowania obu prac.
Od 2005 grupa współpracuje z ukraińskim pisarzem Jurijem Andruchowyczem – wspólnie wydali płytę Samogon – edycja Polska 2006, edycja ukraińska 2008 oraz „Cynamon (z dodatkiem Indii)” – wydaną w obu krajach w 2009. Do końca 2010 artyści zagrali trzy duże trasy koncertowe na terenie Ukrainy i Polski.
Karbido to także autorzy oprawy muzycznej do spektakli teatralnych:
„111” – Teatr Horzycy w Toruniu, „Medea” – Teatr Lalek we Wrocławiu, „Miasto utrapienia” w Teatrze Miejskim w Gdyni, „Świat jest skandalem” w Teatrze Śląskim w Katowicach, „Sex Machine” w Teatrze Muzycznym Capitol (wszystkie w reż Tomasza Mana) oraz „Piotruś Pan” w Teatrze W. Bogusławskiego w Kaliszu (reż. Michał Derlatka). Zrealizowali też muzykę do przedstawienia Tchernobyl TM – wspólnego projektu teatrów Biuro Podróży i Arabesky (Kharkiv), do musicalu „Śmierdź w górach” w Teatrze Muzycznym Capitol (reż. Konrad Imiela i Cezary Studniak), a także do przedstawienia „Cubus” w reż. Miachała Derlatki (teatr PWST Wrocław w kooperacji z Akademiami Teatralnymi w Pradze i Bratysławie).
Od 2009 Karbido współpracuje z Teatrem Polskiego Radia w Warszawie – są autorami opracowań dźwiękowych i muzyki słuchowisk komponowanych – „Kartoteka” S. Różewicza, „Moja Abba” i „Sex Machine” T. Mana. Za oprawę muzyczną i dźwiękową słuchowiska „Kartoteka” autorzy zostali nagrodzeni na festiwalu „Dwa Teatry 2010” w Sopocie.
W 2009 do grupy dołączył perkusista szwajcarski Peter Conradin Zumthor (PEZ), związany z tzw. europejską sceną muzyki improwizowanej, muzyk grup Beat Bag Bohemia i Azeotrop. Wziął udział w nagraniach „Cynamonu...” oraz zagrał dwie trasy koncertowe promujące ten projekt. W tym samym roku muzycy zainicjowali nowy cykl pn. „Music 4 Buildings” – w którym eksplorują związki struktur architektonicznych i dźwięku. W 2010 ukazały się dwie pierwsze płyty z cyklu „M4B” – zrealizowane na podstawie nagrań terenowych obiektów Elektrociepłowni Szombierki w Bytomiu, Kopalni Węgla Kamiennego Guido w Zabrzu i Wielkiej Synagogi w Drohobyczu (UA). Kolejne edycje cyklu pojawiają się jako koncerty lub wydawnictwa płytowe, m.in.:
- M4B Podziemne Miasto Rzeszów (z udziałem Dakha Brakha i Zavoloki) – koncert w ciągu korytarzy pod Rynkiem, emitowany na żywo w ramach autorskiego projektu T.Sikory i maota „Art.Box UA/PL”;
- M4B Grohman Villa Łódź (koncert w Muzeum Książki Artystycznej z udziałem zabytkowych maszyn drukarskich)
- M4B Wodociągi Białostockie (koncert w Starej Elektrowni w Białymstoku, oparty na wcześniejszej eksploracji zespołu obiektów przetwarzania wody)
- M4B Złote Wrota w Kijowie – koncert emitowany z wnętrza historycznego budynku z udziałem wizualizacji grupy Cube z Ivano Frankivska.

## Skład
Karbido tworzą: Igor Gawlikowski, maot (wł. Marek Otwinowski), Tomasz Sikora, Peter Conradin Zumthor (CH), Marcin Witkowski, Paweł Czepułkowski, Michał Litwiniec, Jacek Fedorowicz.

## Płyty
- 2004 Karbido, wyd. ToneIndustria/Hermetyczny Garaż
- 2006 Samogon, edycja polska – wyd. BL Rekord
- 2008 Samogon, edycja ukraińska – wyd. Nash Format
- 2009 Cynamon (z dodatkiem Indii), edycja polska – wyd. Hermetyczny Garaż
- 2010 Cynamon (z dodatkiem Indii), edycja ukraińska – wyd. Nash Format / ArtPole
- 2010 Music 4 Buildings Vol.01 – Schomberg Power Station/Guido Coal Mine – wyd. Hermetyczny Garaż
- 2010 Music 4 Buildings Vol.02 – Great Synagogue Drokhobych – wyd. Hermetyczny Garaż
- 2011 Music 4 Buildings Vol.06 – Białystok Waterworks – wyd. Hermetyczny Garaż
- 2012 Absynt – wyd. Hermetyczny Garaż
- 2015 Atlas Estremo – wyd. Hermetyczny Garaż

## DVD
- 2010 Karbido’s The Table – reż. Bartosz Blaschke, prod. i wyd. Hermetyczny Garaż